# Kristian Bjørn Vester
Parl Kristian Bjørn Vester også kendt son Goodiepal eller The Aarhus Warrior og Gæoudjiparl Van Den Dobbelsteen (født 1974 på Færøerne) er komponist urmager og elektronisk kompositionsmusiker.
Han debuterede med albummet Havet i 1991, men først i 2001 udgav han sit eneste rigtige Goodiepal-album Narc Beacon, som året efter vandt den internationale Prix Ars Electronica, som regnes for verdens vigtigste inden for elektronisk kunst og teknologi.
Goodiepal rejser i øvrigt rundt og spiller på internationale elektroniske musikfestivaler, ligesom han er gæsteforelæser på forskellige musikkonservatorier.

## Statens Museum for Kunst
Statens Museum for Kunst købte i 2015 en række Goodiepal-effekter, heriblandt hans gamle kabinecykel, Kommunal Klon Komputer 2, som blev udstillet på museets skulpturgade omgivet af notesbøger, skocreme, en tandbørste og en lang række andre Goodiepal-ting. Museet købte også et mekanisk fuglebur, som han selv har bygget.
Marianne Torp, der er førsteinspektør og kurator på Statens Museum for Kunst, forklarede erhvervelserne således i Politiken: ”Goodiepal har rejst rundt på cyklerne og spillet på fuglene i årevis, og de har været en vigtig og integreret del af hele hans kunstneriske praksis – og hans liv. I dag bærer værkerne både fysiske spor og sociale betydninger fra alle de performative sammenhænge. Værkerne er et godt eksempel på, at kunst ikke længere bare er autonome kontekstløse objekter. I dag har kunsten mange forskellige former og forgrener sig ud i andre kunstfelter og ud i verden. 
Oktober 2019 udgav Goodiepal og Pals en vinylplade sammen med kusinen Lene Leed som havde skrevet alle tekster[kilde mangler]